# UGC 4653
UGC 4653 = Arp 195 ist ein interagierendes Galaxientriplett im Sternbild Lynx. Das Galaxientriplet ist etwa 747 Millionen Lichtjahre von der Milchstraße entfernt. Halton Arp gliederte seinen Katalog ungewöhnlicher Galaxien nach rein morphologischen Kriterien in Gruppen. Diese Galaxie gehört zu der Klasse Galaxien mit vom Kern ausgeschleuderter Materie.